# Ichneumon piceus
Ichneumon piceus är en stekelart som beskrevs av Gmelin 1790. Ichneumon piceus ingår i släktet Ichneumon och familjen brokparasitsteklar. Inga underarter finns listade i Catalogue of Life.